# Guadamassiler
Un guadamassiler és un menestral que tenia com a ofici fabricar guadamassils, uns cuirs adornats amb dibuixos estampats en pintura o en relleu.